# Constance Dollé
Pour les articles homonymes, voir Dollé (homonymie).
Constance Dollé est une actrice française, née en 1974.

## Biographie
Après avoir obtenu une maîtrise de philosophie, Constance Dollé commence à suivre des cours d'art dramatique au conservatoire du Xe arrondissement de Paris puis elle intègre la classe libre du cours Florent. Elle débute au théâtre dans Le Bel Air de Londres au théâtre de la Porte-Saint-Martin avec Robert Hirsch et Marina Hands, puis au théâtre de l'Atelier dans une mise en scène de Jacques Lassalle au côté d'Elsa Zylberstein et de Béatrice Agenin, Le Malin Plaisir, Cinq filles couleur pêche, toujours au théâtre de l'Atelier, avec Irène Jacob, Camille Japy et Élisabeth Vitali.
Parallèlement, elle joue pour la télévision avec Thierry Binisti avec qui elle tournera plusieurs fois, Richard Bohringer, Stéphane Kappes, Renaud Bertrand, Élisabeth Rappeneau, Denys Granier-Deferre (Clémentine), Raoul Peck (L'Affaire Villemin). Au cinéma, c'est Gérard Jugnot qui lui offre son premier grand rôle au côté de Gérard Depardieu et Catherine Frot dans Boudu, puis elle tourne avec Philippe Le Guay, Michel Boujenah, André Téchiné...
Elle est la résistante Suzanne Richard dans la série Un village français, diffusée sur France 3 de 2010 à 2018.
Elle joue Yvonne de Gaulle, épouse du général, dans la série De Gaulle, l’éclat et le secret diffusée sur France 2 en 2020.
En 2010, elle réalise son premier court métrage Femme de personne.

### Famille
Constance Dollé est la nièce du philosophe Jean-Paul Dollé.

## Filmographie

### Cinéma
- 2003 : Toutes les filles sont folles de Pascale Pouzadoux
- 2005 : Foon de Benoît Pétré : Susan
- 2005 : Boudu de Gérard Jugnot : Coralie
- 2005 : Du jour au lendemain de Philippe Le Guay : Marion
- 2006 : Les Témoins d'André Téchiné : Sandra
- 2007 : Trois amis de Michel Boujenah : Barbara
- 2008 : Fool Moon de Jérôme L'Hotsky : Nina
- 2009 : Le Siffleur de Philippe Lefebvre : Sofia
- 2009 : Oscar et la Dame rose d'Éric-Emmanuel Schmitt : la mère d’Oscar
- 2009 : Je ne dis pas non d'Iliana Lolic : Agathe
- 2010 : 8 fois debout de Xabi Molia : Cécile
- 2012 : Mes héros d'Éric Besnard : La belle-fille de Jean
- 2013 : Eyjafjallajökull d'Alexandre Coffre : Sylvie
- 2013 : Nos héros sont morts ce soir de David Perrault : Jeanne
- 2014 : L'Enquête de Vincent Garenq : Mme Lahoud
- 2017 : Bienvenue au Gondwana de Mamane : Charlotte
- 2018 : La Femme la plus assassinée du monde de Franck Ribière : Violette
- 2019 : L'État sauvage de David Perrault : Madeleine
- 2022 : L'École est à nous d'Alexandre Castagnetti : Judith
- 2023 : Coup de chance de Woody Allen : Pauline

### Télévision
- 1998 : Une femme d'honneur S2-Ep4 (série télévisée) de Éric Kristy : Ophélie
- 1999 : Drôles de clowns (téléfilm) de Thierry Binisti
- 2001 : Mère, fille : Mode d'emploi (téléfilm) de Thierry Binisti : Caroline Anselme
- 2002 : Napoléon (série télévisée) d'Yves Simoneau : Pauline Bonaparte
- 2002 : Le Voyage de la grande-duchesse (téléfilm) de Joyce Buñuel : Isabelle
- 2002 : Les Bottes (téléfilm) de Renaud Bertrand : Marie-France
- 2002 : Caution personnelle (téléfilm) de Serge Meynard : Clémence
- 2003 : Poil de carotte (téléfilm) de Richard Bohringer : Agathe
- 2003 : Les Martin (série télévisée) d'Alain Wieder : Juliette
- 2003 : Vacances mortelles (téléfilm) de Laurence Katrian : Natacha
- 2003 : Et toc! (série télévisée) de Samuel Tasinaje et Martin Valente
- 2004 : Une saison sibelius (téléfilm) de Mario Fanfani : Agathe
- 2005 : Quelques mots d'amour (téléfilm) de Thierry Binisti : Sophie
- 2005 : Les Mariages d'Agathe (série télévisée) de Stéphane Kappes : Agathe
- 2005 : L'Affaire Villemin (série télévisée) de Raoul Peck : Laurence Lacour
- 2006 : Agathe contre Agathe (téléfilm) de Thierry Binisti : Emma Moretti
- 2006 : Les Vauriens (téléfilm) de Dominique Ladoge : Anabelle
- 2007 : On choisit pas ses parents (téléfilm) de Thierry Binisti : Aimée
- 2007 : Clémentine (téléfilm) de Denys Granier-Deferre : Clémentine
- 2007 : Inéluctable (téléfilm) de François Luciani : Caty Boudet
- 2008 : Terre de lumière (série télévisée) de Stéphane Kurc : Mathilde Reignier
- 2009 : Le Bourgeois gentilhomme (téléfilm) de Christian de Chalonge : Nicole
- 2009 : Cet été-là (téléfilm) d'Élisabeth Rappeneau : Alice
- 2010 : Rideau rouge à Raïsko (téléfilm) de Jean-Louis Lorenzi
- 2010 - 2018 : Un village français (série télévisée) de Frédéric Krivine, Philippe Triboit et Emmanuel Daucé : Suzanne Richard
- 2011 : Hard (série télévisée, saison 2) de Cathy Verney : Capucine
- 2011 : La Part des anges (téléfilm) de Sylvain Monod : Éloïse
- 2012 - 2015 : Les Revenants (série télévisée) de Fabrice Gobert : Sandrine Sabatini
- 2013 : Ma vie au grand air (téléfilm) de Nicolas Herdt : Jo Lesage
- 2014 : Intime Conviction (téléfilm) de Rémy Burkel : Lucie Villers
- 2015 : Malaterra (série télévisée) de Laurent Herbiet et Jean-Xavier de Lestrade : Karine Marchetti
- 2018 - 2020 : Baron noir (série télévisée, saisons 2 et 3) : Aurore Dupraz
- 2018 : Meurtres dans le Morvan (téléfilm) de Simon Astier : Elsa Moreau
- 2020 : Faites des gosses (série télévisée) de Philippe Lefebvre : Odile[2]
- 2020 : De Gaulle, l’éclat et le secret (mini-série) de François Velle : Yvonne de Gaulle
- 2021 : Les Aventures du jeune Voltaire d'Alain Tasma : Mademoiselle Duclos
- 2021 : Manipulations, mini-série de Marwen Abdallah : Déborah
- 2021 : Candice Renoir (épisode Souvent l'un voit son bien où l'autre voit son mal) : Marie De Launais
- 2022 : Et la montagne fleurira d'Éléonore Faucher : Blanche
- 2022 : Meurtres à Nancy de Sylvie Ayme : Béatrice Challe
- 2022 : Comme mon fils de Franck Brett : Claire Marsac
- 2022 : Pour l'honneur d'un fils d'Olivier Guignard : Maïwen Castel
- 2024 : Lycée Toulouse-Lautrec de Fanny Riedberger et Shirley Monsarrat : Émilie
- 2024 : Nudes (série télévisée) sur Amazon Prime Video : Marianne de Béranger (épisodes 1, 2, 3, 4)
- 2025 : Les Ailes collées de Thierry Binisti : Iris

## Théâtre
- 1998 : Le Bel Air de Londres de Dion Boucicault, mise en scène Adrian Brine, théâtre de la Porte-Saint-Martin
- 2000 : Le Malin Plaisir de David Hare, mise en scène Jacques Lassalle, théâtre de l'Atelier
- 2003 : Cinq Filles couleur pêche d'Alan Ball, mise en scène Yvon Marciano, théâtre de l'Atelier
- 2011 : Sunderland de Clément Koch, mise en scène Stéphane Hillel, théâtre de Paris[1]
- 2012 : Le Dindon de Georges Feydeau, mise en scène Bernard Murat, théâtre Édouard VII
- 2013 : Le Plus Heureux des trois d'Eugène Labiche, mise en scène Didier Long, théâtre Hébertot
- 2014 : Sugar Lake de Lee Blessing, mise en scène Béatrice Agenin, Festival d'Avignon off
- 2015 : Un petit jeu sans conséquence de Jean Dell et Gérald Sibleyras, mise en scène Ladislas Chollat, théâtre de Paris
- 2016 : Le Plus Beau Jour de David Foenkinos, mise en scène Anne Bourgeois, Théâtre Hébertot
- 2016 :   Moi, moi et François B. de Clément Gayet , mise en scène de Stéphane Hillel, théâtre Montparnasse
- 2019 : Girls and Boys de Dennis Kelly, mise en scène Mélanie Leray, théâtre du Petit Saint-Martin
- 2023 : Sorcières d'après Mona Chollet, Nuits de Fourvière
- 2023 : Un léger doute de Stéphane De Groodt, mise en scène Jérémie Lippmann, théâtre de la Renaissance

## Distinctions
- 2013 : Meilleur second rôle féminin (prix du public) au festival Jean-Carmet de Moulins pour son rôle dans Nos héros sont morts ce soir de David Perrault
- 2019 : Prix Seul(e) en scène aux Molières 2019 pour son rôle dans Girls and Boys, de Dennis Kelly, mise en scène Mélanie Leray, théâtre du Petit-Saint-Martin